# Бессараба Леонід Павлович
Леонід Павлович Бессара́ба (29 липня 1935, Нова Гребля — 6 вересня 2018) — український живописець і педагог, член Спілки радянських художників України з 1983 року, Заслужений художник України з 2008 року.

## Біографія
Народився 29 липня 1935 року в творчій родині у селі Новій Греблі (нині Хмільницький район Вінницької області, Україна). Мати прекрасно зналася на вишиванках, батько, ветеран Другої світової війни, також захоплювався живописом. Додатковим сімейним заробітком було виготовлення барельєфів з гіпсу.
Після закінчення семи класів загальноосвітньої школи навчався у Республіканській художній середній школі імені Тараса Шевченка у Києві. У 1965 році закінчив Київський художній інститут, де навчався у Карпа Трохименка, Тетяни Яблонської, Анатолія Пламентицького, Петра Басанця.
Після закінчення інституту протягом 1965—1968 років викладав образотворче мистецтво у Хмельницькому педагогічному училищі. 
У 1968 році перейшов на посаду асистента кафедри інженерної графіки Хмельницького технологічного інституту побутового обслуговування. 
З 1969 року працював художником, а протягом 1970—1973, 1977—1985 років обирався головним художником Хмельницьких художньо-виробничих майстерень Художнього фонду УРСР.
З 1986 році працював заступником директора з наукової роботи  Хмельницького обласного художнього музею.
У 2005 році повернувся до викладацької роботи в Хмельницький національний університет.
Помер 6 вересня 2018 року, похований в місті Хмельницькому..

## Творчість
Працював у галузі станкового живопису, створював пейзажі, портрети, натюрморти, тематичні картини. Серед робіт:
- «В життя» (1967);[3];
- «Перший урок» (1968)[3];
- «Хліб сіль урожаю» (1969);
- «Перед грозою» (1969);
- «Натюрморт з рибою» (1970);
- Портрет  Олени Скорупської (1974)[3];
- «Підпільники Проскурова» (1975);
- «На кордоні» (1978)[3];
- «На заставі»(1978);
- «Весна» (1978);
- «Осінь в Карпатах» (1978);
- «Материнство» (1979);
- «Тарас Шевченко в Кам'янці-Подільському» (1980)[5];
- «Без права на помилку» (1982);
- «Літній день» (1981);
- «Проскурів звільнено!» (1985)[3];
- «Гладіолуси» (1985)[3];
- «Портрет письменника  Аполлінарія Мацевича» (1986)[3];
- «Карпати» (1988);
- «Взимку» (1990);
- «Маки» (1993);
- «Піони» (1994);
- «Звільнення Проскурова» (1994);
- «Вечірній Гурзуф» (1994);
- «Перший сніг» (1995);
- «Сірий день у Кам'янець — Подільську» (1997);
- «Теплий вечір» (1998)[2];
- «Подільська фортеця» (2000);
- «Архієпископ Хмельницький і Шепетівський Антоній» (2001)[2];
- «Південний Буг» (2001);
- «Хризантеми» (2001);
- «Андріївська церква» (2004);
- «Причал» (2014).

Працював над 6-ма музейними діорамами, присвяченим Національно-визвольній війні 1648—1657 років, Другій світовій війні,  та учасникам війни в Афганістані.
Учасник багатьох виставок як державного так і міжнародного рівня. Провів велику кількість персональних виставок. Відповідно творче надбання митця розсіялися по державних музеях та приватних колекціях різних країн світу.

## Відзнаки і нагороди

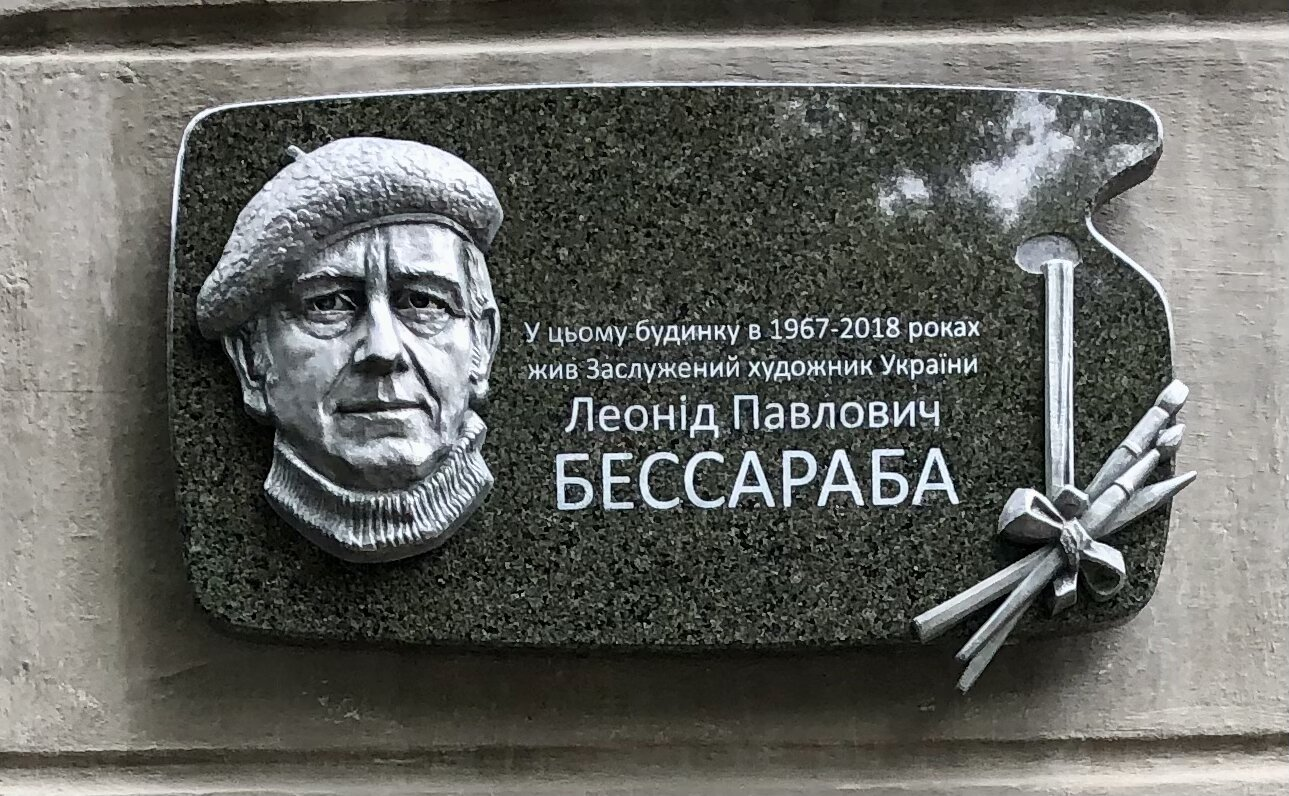
Меморіальна дошка Бессарабі Леоніду Павловичу. Встановлена на фасаді будівлі по вулиці Старокостянтинівське шосе в м. Хмельницькому. Робота Заслуженого художника України Кляпетури Сергія Івановича

2001 — лауреат Хмельницької обласної премії імені В'ячеслава Розвадовського.
2005 — лауреат Хмельницької міської премії ім. Богдана Хмельницького.
2008 — Заслужений художник України.